# Museo delle industrie e del lavoro del Saronnese
Il Museo delle industrie e del lavoro del Saronnese è un museo dedicato alla storia e allo sviluppo delle industrie di Saronno, attualmente ospitato all'interno degli edifici delle ex officine Ferrovie Nord Milano, nei dintorni della stazione ferroviaria cittadina.

## Storia
Dopo una mostra, allestita nel 1996, dedicata alle antiche attività industriali della zona di Saronno, venne presa la decisione di utilizzare il materiale realizzando un apposito museo. La prima parte del museo venne inaugurata il 25 ottobre 1998, all'interno di un capannone storico messo a disposizione dalle Ferrovie Nord Milano, un tempo parte delle Officine sociali FNM. 
Nel 2002 vennero trasferiti nell'area esterna del museo locomotive, carri e carrozze FNM, nel dicembre 2003 la superficie espositiva aveva raggiunto i 2000 m², di cui 600 coperti. Nel giugno 2005 vennero aggiunti altri 200 m² e il museo al coperto raggiunse la superficie di 800 m².
Nel 2013 un'ala del museo è stata dedicata a Luigi Lazzaroni, imprenditore del settore alimentare, tra i promotori del museo, scomparso nel 2012. Nel 2017 il museo ha introdotto nuovi strumenti di visita elettronici.
Dal 30 giugno 2025 il museo è stato chiuso, a causa di lavori di ristrutturazione dell'area ferroviaria che ospita l'esposizione da parte di Ferrovie Nord. I pezzi del museo saranno trasferiti in un deposito provvisorio; il termine dei lavori è previsto per il 2029, ma non vi è certezza circa la possibilità di ripristinare la sede espositiva.

## Collezioni
Il Museo è articolato su un criterio espositivo che presenta ai visitatori le collezioni in base alle singole aziende con fabbriche attive all'interno di Saronno: in alcuni casi le aziende sono legate a prodotti e settori specifici (come l'industria dolciaria o quella radiotelevisiva) in altri casi invece vedono la compresenza di settori molto diversi. La parte espositiva all'aperto è interamente dedicata al settore ferroviario FNM, con la presenza di locomotive, carri e carrozze costruite da produttori diversi: le Ferrovie Nord Milano non sono una fabbrica in senso stretto, ma furono e sono anche oggi importante datore di lavoro in città.

### La sezione Ferrovie Nord Milano
Le Ferrovie Nord Milano hanno sempre avuto un ruolo importante per l'economia della zona: la stazione di Saronno ha sempre rappresentato il più importante nodo della rete ferroviaria (insieme alla stazione Milano Bovisa), ospitando - all'interno dei capannoni oggi in parte occupati dal museo - anche le officine principali per la manutenzione delle locomotive e dei veicoli, fino alla chiusura nel 1942; l'area attigua al museo è ancora oggi sede delle squadre di manutenzione della rete FNM. La presenza delle ferrovie ha inoltre rappresentato, insieme alla vicinanza con Milano, uno dei più importanti fattori di sviluppo dell'industria, in particolare di quella metalmeccanica. 
La ricca collezione del museo comprende alcuni oggetti pregiati:
- la E.600-06, parte della prima serie di locomotive elettriche FNM (1928-29)
- l'elettromotrice EB.700-09, parte della prima serie di elettromotrici elettriche (1928-33), accoppiata con rimorchio 810 del dopoguerra
- il locotrattore ad accumulatori M.2, utilizzato presso le officine di Novate per servizi interni
- una carrozza passeggeri a carrelli del 1922 e 4 carri merci di vario tipo, di cui 3 attrezzati per esigenze di manutenzione della rete FNM
- la carrozza di servizio X0011, esemplare unico, per la verifica della linea aerea elettrica, ricavata a partire da una vettura a due assi d'inizio Novecento[10]
- l'apparato centrale per la manovra di scambi e segnali, tipo Max Judel, che per un secolo ha regolato i movimenti alla stazione di Milano Cadorna, dal 1895-1995: recuperato dai volontari del museo, è composto da banco a 39 leve, quadro luminoso, avvisatori acustici e uno scambio che può essere manovrato a scopo dimostrativo[11]
- la tettoia liberty un tempo all'ingresso della stazione di Saronno

Nell'aprile 2018 la collezione si è ampliata con tre nuovi rotabili:
- la locomotiva E.610-03, parte della seconda serie di locomotive elettriche FNM (1949)
- l'elettromotrice EB.740-02
- il locomotore Diesel da manovra DE.510-02

### Fabbriche all'interno della raccolta museale
A partire dal 1998 il museo ha acquisito, grazie a donazioni, una collezione di documenti, prodotti e macchinari provenienti dalle principali aziende attive nel territorio, in particolare nei settori della meccanica, delle ferrovie, in quello tessile e in quello alimentare. Molte delle fabbriche rappresentate hanno avuto, nel Novecento, una presenza in città che è andata ben oltre la semplice funzione produttiva, facendosi anche promotrici di iniziative sociali e urbanistiche, molte delle quali ancora oggi individuabili nel tessuto urbano.
Tra le aziende principali ci sono Averone Borsani, Costruzioni Meccaniche di Saronno, Cemsa, Cotonificio Cantoni De Angeli Frua, Cotonificio Poss, Davide Lazzaroni, EBI Buti, FIMI-Phonola; Liquorificio Saronnese Fontana, Fonderie e Officine di Saronno, Gianetti, INCIS, Isotta Fraschini, Lesa; LUS Legnani Umberto Saronno; Menning&Torley, Molino Canti, Parma, Paolo Lazzaroni. Particolare è il ruolo delle Ferrovie Nord Milano, che ebbero in Saronno non solo un nodo fondamentale della rete, ma anche le principali officine per la manutenzione di materiale rotabile e locomotive a vapore. L'Istituto Padre Monti è rappresentato come realtà produttiva perché comprende fin dalle origini anche una casa editrice con tipografia.